# بیمارستان عمومی ایردیل
بیمارستان عمومی ایردیل (به انگلیسی: Airedale General Hospital) بیمارستانی سرویس سلامت همگانی (ان اچ اس) در شهر یورکشایر غربی بریتانیا است که در ۱۹۷۰ میلادی ساخته شد و دارای ۴۰۰ تخت است.